# Anundsjösjön
Der Anundsjösjön ist ein See in der Gemeinde Örnsköldsvik in der schwedischen Provinz Västernorrlands län.

## Geografie
Der See erstreckt sich zwischen Bredbyn und dem Tätort Mellansel und ist der größte See, durch den der Moälven fließt. In den See fließt auf halber Länge der Norrbölesån.

## Name
Nach einem Beschluss des Lantmäteriverket vom 24. August 2010 wurde der Name des Sees von Anundsjön in Anundsjösjön geändert, obwohl der erstgenannte Name der gebräuchlichere ist.